# Josef Bolf
Pour les articles homonymes, voir Bolf.
Josef Bolf (né en 1971 à Prague) est un artiste tchèque qui vit et travaille à Prague.

## Biographie
Josef Bolf a étudié le dessin et la peinture à l'Académie des beaux-arts de Prague dans les ateliers de J. Naceradský, V. Kokolia et V.  Skrepl de 1990 à 1998, ainsi qu'à la Kongsthögskolan à Stockholm (1995) et à l’Akademie der bildende Künst à Stuttgart (1996). Au cours de ses études, il était membre du groupe artistique BJ (Bezhlavý jezdec / Headless Horseman), actif entre 1996 et 2004, avec ses camarades de l'Académie, Jan Šerých (cs), Ján Mančuška (cs) et Tomáš Vanek.
Il a été élu artiste de l’année en République tchèque en 2010.
Les peintures de Josef Bolf sont peuplées de figures étranges, moitié humaines et moitié animales, rassemblées dans la composition comme dans une bande dessinée (cadre, lettrage) envahies d'une profonde tristesse et de vulnérabilité. Ces héros combinent leur aspect infantile avec une nostalgie et une envie inexplicable d’autodestruction. Les principaux personnages de ces drames silencieux, les enfants, sont exposés à des situations tels que de violents incidents, des incendies, des blessures, des scènes d'horreur pleines de sang et de parties du corps humain. Les enfants sont seuls, la position de chaque personnage – comme un acteur sur scène - est soigneusement pensée, après avoir envisagé différentes versions, relations proportionnelles, gestes et significations. Ses œuvres abordent le plus souvent l'incertitude, l'aliénation, l'ambivalence, une situation émotionnellement tendue dans l'intemporalité du silence après la catastrophe, dont les conséquences sont encore à connaître.
Josef Bolf observe avec précision les détails du monde autour de lui : un absurde trottoir cimetière, un métro qui s'approche, l'atmosphère d'un supermarché vide ou une soirée désolée passée à surfer sur internet, pour les utiliser non seulement en tant que symboles universels de la désaffection de la grande ville, mais plutôt comme des documentaires de la vie contemporaine.

## Sélection d'œuvres
- Sklad/Storage, 2011, installation, vidéo et performance[7]
- Gymnasium, 2009, huile, la cire et encre sur toile, 175 × 260 cm[8]
- Hallway and Exit (A and B), diptyque, 2009, huile, cire et encre sur toile, 175 cm × 260 cm chaque[9]

## Expositions

### Expositions personnelles (sélection)
2011
- Don’t Look Now, Galerie Jiří Švestka, Berlin

2010
- Personal Disposition, h u n t k a s t n e r, Prague
- The Wolf, Ana Cristea Gallery, New York

2009
- You Are Not You, You Are Me, commissaire : Edita Jeřabková, Galerie de la Ville de Prague, Ancien Hôtel de Ville, Prague

2008
- Great Expectations, Galerie ZAK, Berlin

### Expositions collectives (sélection)
2012
- Between the first and second modernity, commissaires : Jiri Sevcik, Edita Jeřabková et Jana Sevcikova, Galerie Nationale, Prague

2011
- Colorless green ideas sleep furiously, galerie dukan hourdequin, Paris
- Ein Tanz, commissaires : Lioba Reddeker et Daniel Pitin, HangART-7, Salzbourg

2010
- Decadence Now! Visions of Excess, commissaire : Otto Urban, Galerie Rudolfinum, Prague[10]
- After the Fall, Hudson Valley Center for Contemporary Art, Peekskill, New York[11]

## Collections
- Eileen S. Kaminsky Family Foundation, New York
- Galerie Wannieck, Prague
- Hudson Valley Center for Contemporary Art, Peeksill
- Galerie Nationale, Prague
- Galerie Morave, Brno
- Galerie Klenova, Klatovy
- Musée des Beaux-Arts, Olomouc